# Il ritorno di Cagliostro
Il ritorno di Cagliostro è un film del 2003 girato in stile falso documentario, diretto da Daniele Ciprì e Franco Maresco.

## Trama
Il film inizia in maniera extradiegetica con la proiezione d'un documentario, che coglie le opinioni discordanti di diversi critici cinematografici presenti in platea, incentrato sul recente ritrovamento delle pellicole perdute de Il ritorno di Cagliostro, film "leggendario" della Trinacria Cinematografica, e mediante cui s'innerva la storia - quasi interamente immaginaria - della "Hollywood di Sicilia".
Nella Sicilia dell'immediato secondo dopoguerra, i fratelli La Marca, titolari di una modesta ditta di artigianato sacro, mettono in piedi, col beneplacito dell'Arcivescovo di Palermo Mons. Sucato, la Casa di Produzione Cinematografica Trinacria, che nelle loro intenzioni dovrebbe portare alla nascita d'una fiorente industria cinematografica siciliana. I primi film, mal diretti ed ancor peggio recitati da attori non professionisti presi dalla strada, si rivelano però delle vere catastrofi, onde cui per risollevare le sorti della casa di produzione viene scelto come finanziatore un barone decaduto ed occultista, che ha un'idea: girare un film sulla vita di Cagliostro. A tal proposito viene ingaggiato come regista il fallito Pino Grisanti e come attore protagonista Errol Douglas, una vecchia gloria di Hollywood, ormai spiantato e schiavo dell'alcol.
Le riprese procederanno in maniera catastrofica e avranno il culmine quando Douglas, lanciandosi ubriaco da una finestra del terzo piano, cadrà spiaccicato al suolo, diventando pazzo per la caduta: sarà rinchiuso in un manicomio a vita. I La Marca falliranno ben presto ed un nano che compare nell'ultima mezz'ora del film (Davide Marotta), rompendo la quarta parete, spiega a tutti la vera storia dietro la Trinacria: quegli innocui "pataccari", a dispetto di come sono stati ritratti nel documentario, sarebbero stati in realtà mafiosi operanti per conto di Lucky Luciano.

## Produzione
In questo film Robert Englund recita con la sua voce in inglese senza doppiaggio.
Per la prima volta in un film del duo siciliano è presente un'attrice (i ruoli femminili, in precedenza, sono sempre stati ricoperti da uomini)